# Benjamin (Oper)
Benjamin ist eine Oper mit Musik von Peter Ruzicka über das Leben von Walter Benjamin. Das Libretto stammt von Yona Kim. Die Oper wurde 2018 in der Hamburgischen Staatsoper uraufgeführt, wobei Ruzicka die musikalische Leitung innehatte und Kim inszenierte.

## Handlung
Die Rahmenhandlung des Stücks spielt in der Nacht vom 26. auf den 27. September 1940 im französisch-spanischen Grenzort Portbou, wo sich Walter Benjamin auf der Flucht vor den deutschen Besatzern das Leben nahm. Die weiteren Stationen der Oper sind Rückblicke auf Stationen in Benjamins Leben, teils historisch verbürgt und teils beispielhaft. In Paris trifft Benjamin auf seine Unterstützerin Hannah Arendt und den jüdischen Mystiker Gershom Scholem, die ihn beeinflussen wollen. Die litauische Revolutionärin Asja Lācis versucht Benjamin von ihren bolschewistischen Ideen zu überzeugen. In Dänemark trifft Benjamin auf Bertolt Brecht und diskutiert dessen Vorstellungen von Theater. Benjamins geschiedene Ehefrau Dora erinnert ihn an seine Kindheit. In der letzten Szene treten alle Beteiligten als Ensemble auf, bevor das Stück abrupt endet.

## Musik und Besetzung
Ruzicka zitiert in Benjamin Musik aus seiner ersten Oper Celan, aber auch aus der Carmina Burana von Orff. Im Stück erklingen Kinderlieder, mehrfach das gespenstische Lied vom „bucklicht Männlein“.
Das Stück benötigt ein großes Orchester, dazu Chor, Kinderchor und Sprechchor, die ggf. vorproduziert zugespielt sein können.
- Holzbläser: zwei Flöten, zwei Oboen, drei Klarinetten (auch Bassklarinette), drei Fagotte (auch Kontrafagott)
- Blechbläser: drei Hörner, drei Trompeten, drei Posaunen, Tuba
- sieben Pauken, Schlagzeug (vier Spieler):
  - I: fünf Bongos, kleine Trommel, große Trommel, hängendes Becken, Glockenspiel, zwei Tamtams (groß und sehr groß), Cymbales antiques, Röhrenglocken, Hammer
  - II: Cymbales antiques, fünf Tomtoms, kleine Trommel, hängendes Becken, javanische Buckelgongs, Xylophon, Tempelblock
  - III: Triangel, Cymbales antiques, kleine Trommel, hängendes Becken, javanische Buckelgongs, Röhrenglocken, Vibraphon, Marimba, großes Tamtam, Glockenspiel
  - IV: vier Pauken, kleine Trommel, Xylophon, hängendes Becken, Becken geschlagen, Tamtam, Cymbales antiques
- Klavier/Celesta
- Streicher: zehn Violinen 1, acht Violinen 2, sechs Bratschen, fünf Violoncelli, fünf Kontrabässe
- Bühnenmusik (ggf. zugespielt): drei Ferntrompeten, kleine Trommel.

## Werkgeschichte
Obwohl Leben und Werk von Walter Benjamin als ein schweres und trockenes Thema gelten, existierten vor Ruzickas Werk bereits weitere Bearbeitungen für das Musiktheater, unter anderem von Claus-Steffen Mahnkopf („Angelus novus“, 2000), Brian Ferneyhough („Shadowtime“, 2004) und von Elliott Sharp („Port Bou“, 2017).
Benjamin war eine Auftragskomposition der Hamburgischen Staatsoper, wo Ruzicka von 1988 bis 1997 Intendant war. Das Werk wurde am 3. Juni 2018 unter der musikalischen Leitung von Ruzicka uraufgeführt. Die Inszenierung stammte von der Librettistin Yona Kim. Die Titelrolle des Benjamin war mit Dietrich Henschel besetzt. Die weiteren Solopartien übernahmen Lini Gong (Asja L.), Dorottya Láng (Hannah A.), Marta Swiderska (Dora S.), Tigran Martirossian (Gershom S.), Andreas Conrad (Bertolt B.) und Günter Schaupp (Benjamin als Sprechrolle).
2019 wurde die Oper in Heidelberg von Ingo Kerkhof zum zweiten Mal inszeniert, die Hauptrolle sang Miljenko Turk.